# Isoaulactinia hespervolita
Isoaulactinia hespervolita is een zeeanemonensoort uit de familie Actiniidae.
Isoaulactinia hespervolita is voor het eerst wetenschappelijk beschreven door Daly in 2004.